# Ourilândia do Norte
Ourilândia do Norte là một đô thị thuộc bang Pará, Brasil. Đô thị này có diện tích 13826,01 km², dân số năm 2007 là 20417 người, mật độ 1,48 người/km².